# Рыбачий (Волгоградская область)
Рыба́чий — посёлок в Среднеахтубинском районе Волгоградской области России. Входит в состав Фрунзенского сельского поселения.

## География
Посёлок находится в юго-восточной части Волгоградской области, в пределах Волго-Ахтубинской поймы, на берегах ерика Гнилой, на расстоянии примерно 8 километров (по прямой) к западу от посёлка городского типа Средняя Ахтуба, административного центра района. Абсолютная высота — 5 метров ниже уровня моря.

Климат классифицируется как влажный континентальный с тёплым летом (согласно классификации климатов Кёппена — Dfa).
Часовой пояс
Посёлок Рыбачий, как и вся Волгоградская область, находится в часовой зоне МСК (московское время). Смещение применяемого времени относительно UTC составляет +3:00.

## Население
| 2010 |
| ---- |
| 201  |

Гендерный состав
По данным Всероссийской переписи населения 2010 года в гендерной структуре населения мужчины составляли 44,8 %, женщины — соответственно 55,2 %.
Национальный состав
Согласно результатам переписи 2002 года, в национальной структуре населения русские составляли 94 %.

## Улицы
Уличная сеть посёлка состоит из 6 улиц и 2 переулков.